# Sint-Niklaaskerk (Rekkem)

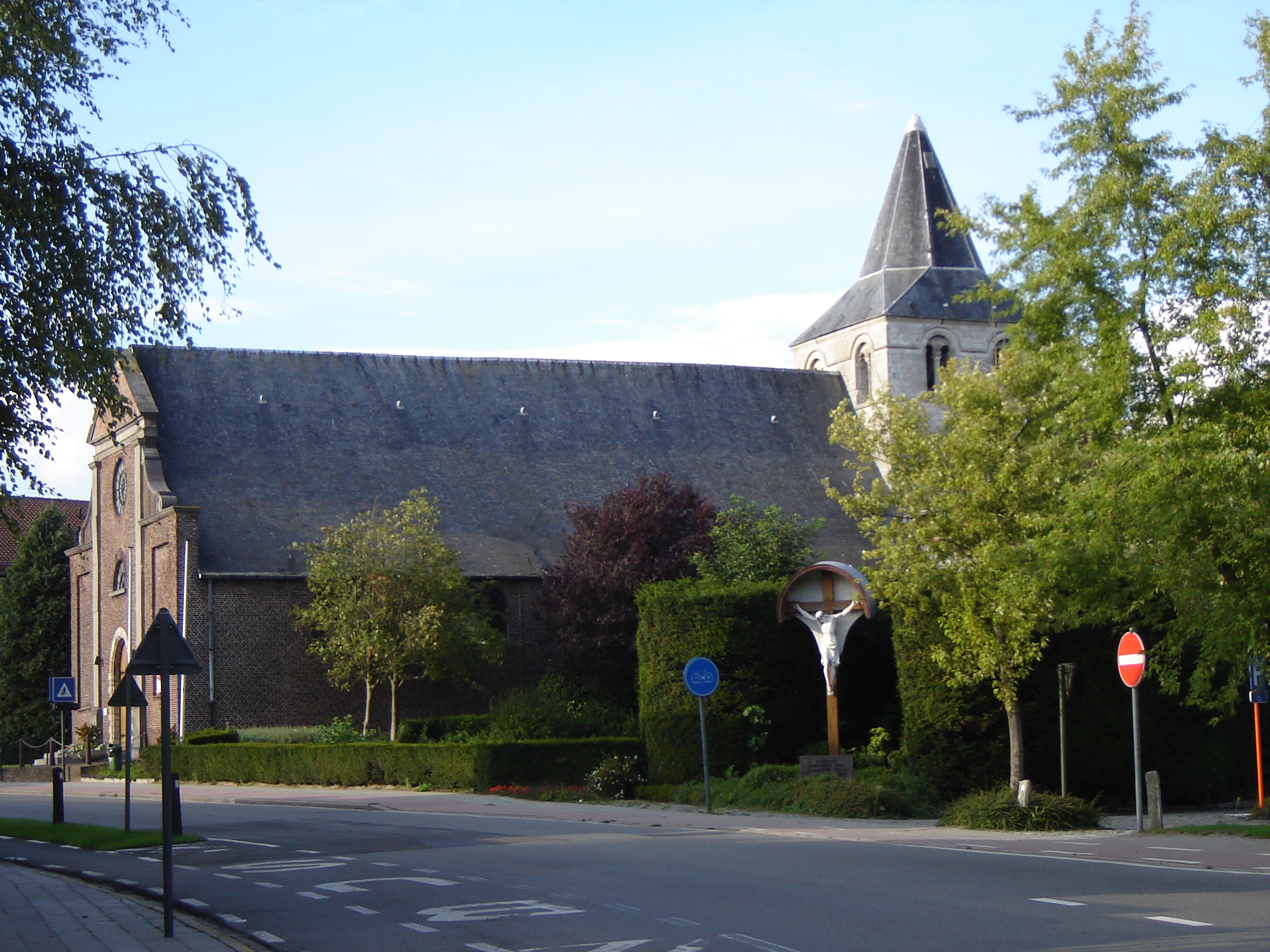
Sint-Niklaaskerk van Rekkem

De Sint-Niklaaskerk is het kerkje van Rekkem, een deelgemeente van Menen in de Belgische provincie West-Vlaanderen. De kerk werd gebouwd in de 12de eeuw. De romaanse toren en het transept zijn de oudste overblijvende gedeeltes. Het schip met drie beuken werd in 1658-1660 opnieuw opgebouwd na een brand. Het veelhoekige koor werd in 1679 toegevoegd.
Sinds 31 maart 1939 is het kerkje een beschermd monument.

## Geschiedenis
De romaanse Sint-Niklaaskerk van Rekkem is een van de 31 beschermde monumenten van Groot-Menen en het enige in Rekkem.
De kerk is gelegen in het centrum van Rekkem, naast de ‘Oude Plaats’. De parochie behoort tot het bisdom Brugge. 
De kerk werd gebouwd in de 12de eeuw. De romaanse toren en het transept zijn de oudste overblijvende gedeeltes. Het was een driebeukige basilikale kerk met vieringtoren. Zij omvatte een hogere middenbeuk, lagere en smalle zijbeuken, een middentoren op bijna vierkante plattegrond, twee dwarsbeukarmen eindigden op een halfronde koornis en een vierkant, vlakgesloten koor.
Het schip met drie beuken werd in de jaren 1658-1660 opnieuw opgebouwd na een brand. De brand werd aangestoken door Franse soldaten op 15 september 1658. De kerk en de ganse inboedel gingen in vlammen op. Enkel de muren bleven overeind. In het jaar 1660 werd de kerk heropgebouwd. In eerste instantie heeft men gezorgd voor het heropbouwen van de muren en voor een behoorlijke bedaking van de kerk. Vanaf 23 augustus 1660 werd de kerk opnieuw in gebruik genomen, maar de herstellingswerkern aan o.a. de toren, het hoogkoor en de zijaltaren waren nog verre van af. 
Het veelhoekige koor werd in 1679 gebouwd in opdracht van bisschop Gilbert de Choyseul du Plessy-Praslain. In 1683 werd het veelhoekige koor geplaveid met Doornikse blauwstenen. 
In de 18e eeuw werden een aantal elementen toegevoegd aan het kerkgebouw. Men bouwde een trappentoren tussen het koor en de linkerdwarsbeuk om de klokkentoren te bereiken. In het jaar 1771 bouwde men een nieuwe sacristie, ten oosten van de rechterzijde beuk. 
De Sint-Niklaaskerk werd in 1837 verlengd omdat er te weinig plaats was voor de gelovigen. Wegens de verlenging van de kerk werden de oude voorgevel en het oude portaal afgebroken en kwam een nieuwe classicistische voorgevel in de plaats. Het nieuwe orgel kreeg een plaats in de kerk.
In de 19e eeuw en in de eerste helft van de 20e eeuw zorgde de bouwvallige toestand voor de kerk voortdurend voor problemen. De bedaking lijkt verre van schitterend te zijn geweest. Talloze uitgaven werden gedaan om voor de herstelling van het dak of gedeelten ervan.
Tijdens de Eerste Wereldoorlog (4 augustus 1917) werd de klok Maria Jacobus uit de toren gehaald en door de Duitsers op 7 augustus meegenomen. Op het einde van de oorlog vormden de Duitsers de kerk om tot een veldhospitaal. Het kerkgebouw werd ontruimd op 19 juli 1918. Men verhuisde de meubelen naar een vlasfabriek in de Priester Coulonstraat. De vlasfabriek diende als noodkerk van juli tot november 1918. Door de ontruiming was er aanzienlijke schade aan de meubelen, de muren en aan de schilderijen. De kerk werd eveneens beschadigd door het geschut van Engels en Duitse obussen in september 1918 bij de ontruiming en het achteruittrekken van de Duitsers.
Op 20 maart 1939 werd de Rekkemse Sint-Niklaaskerk gerangschikt als monument. Dit bleek een zegen voor de kerk. Na de Tweede Wereldoorlog besliste de Rekkemse gemeenteraad in december 1946 om het kerkgebouw te herstellen. De werken aan het dak startten op 15 oktober 1947. Vanaf 29 november 1947 werden de kerkdiensten gecelebreerd in de zaal van het patronaat (in de Moeskroenstraat) als noodkerk. De herstellingswerken van het kerkgebouw gingen van start op 10 december 1947. In 1950 werd de kerktoren hersteld en werd een nieuwe sacristie gebouwd. 
Op zondag 23 september 1951 werden de kerkelijke diensten opnieuw in de herstelde kerk gevierd.
In de tweede helft van de jaren negentig werd de eerste fase van de restauratie gestart. In 1998 konden de gelovigen opnieuw de eucharistievieringen in hun kerk bijwonen.

## Functie
De Sint-Niklaaskerk fungeert als een plaats van eredienst en gebed voor de gelovigen van de Rooms-Katholieke gemeenschap in Rekkem. Regelmatig vinden er missen, vieringen en andere religieuze ceremonies plaats in de kerk. Het is een centrale locatie waar gelovigen samenkomen om hun geloof te belijden, te bidden en deel te nemen aan sacramenten zoals doopsels, huwelijken en begrafenissen.
De kerk biedt ook spirituele begeleiding aan gelovigen. Priester(s) en andere pastorale medewerkers zijn beschikbaar om mensen te ontmoeten, te luisteren naar hun zorgen en spiritueel advies te geven. Ze kunnen ook de sacramenten toedienen, zoals de biecht of het sacrament van de zieken.
Naast zijn religieuze functie heeft de Sint-Niklaaskerk ook een belangrijke culturele en historische waarde. Het kerkgebouw zelf kan architectonisch en artistiek van belang zijn, met kenmerkende bouwstijlen en kunstwerken. Het kan ook dienen als een herkenningspunt en een symbool van de geschiedenis en identiteit van de lokale gemeenschap.
De kerk kan ook dienen als een ruimte voor gemeenschapsbijeenkomsten en evenementen. Het kan gebruikt worden voor concerten, lezingen, tentoonstellingen en andere culturele activiteiten die openstaan voor de bredere gemeenschap, ongeacht religieuze overtuiging.

### 2008
In 2008 werd de haan weer op de klokkentoren geplaatst door de huidige pastoor van Rekkem, Chris Deconinck. Even later werd hij terug weggenomen omwille van de restauratiewerken.

### 2009
In maart 2009 was het zover en ging de tweede fase van de renovatiewerken van start. Het dak wordt gerestaureerd en waar nodig worden de schaliën vernieuwd, de elektronische geluidsinstallatie gerepareerd en de buitengevels schoongemaakt. Ook de kerkhaan wordt opnieuw geplaatst, nadat hij vijf jaar geleden voor renovatie naar beneden werd gehaald. De toegang wordt ook beter toegankelijk gemaakt voor personen die minder goed ter been zijn. De voetwegen rond de kerk worden opnieuw aangelegd. Rondom de kerk wordt verlichting geplaatst zodat ze 's avonds en 's nachts zal oplichten.